# Національний парк Нордре Ісфйорден

Західний Шпіцберген

Нурдре Ісфйорден (норв. Nordre Isfjorden nasjonalpark) — норвезький національний парк, розташований на острові Західний Шпіцберген архіпелагу Шпіцберген.
Створений у 2003 році. З 2954 км² площі парку 2050 км² займає суша, а 904 км — море.
Ісфйорд одна з найвідоміших фіорд-систем Шпіцбергену. Ісфйорд є другим за довжиною фіордом на архіпелазі Шпіцберген. Розташовується на західному березі острова Західний Шпіцберген. Частина фіорду входить до складу національного парку Нурдре Ісфйрден. Ландшафти внутрішньої частини фіорду будуть постійно вражати Вас своєю різноманітністю. Величезні долини U-подібної форми, висічені з гір гігантськими льодовиками, які покривають це місце десятки тисяч років тому, та є домом для великих популяцій північних оленів. Якщо ввійти в мальовничий рукав фіорду, можна взяти участь у прощальному барбекю, проводячи час в оточенні найпрекрасніших пейзажів Арктики.